# Jacob Weyland
Jacob Weyland was een Nederlandse zeevaarder en ontdekkingsreiziger die zijn belangrijkste ontdekkingen heeft gedaan aan het begin van de achttiende eeuw. In 1705 verkende hij de noordkust van Nieuw-Guinea.

## Opdracht van de VOC

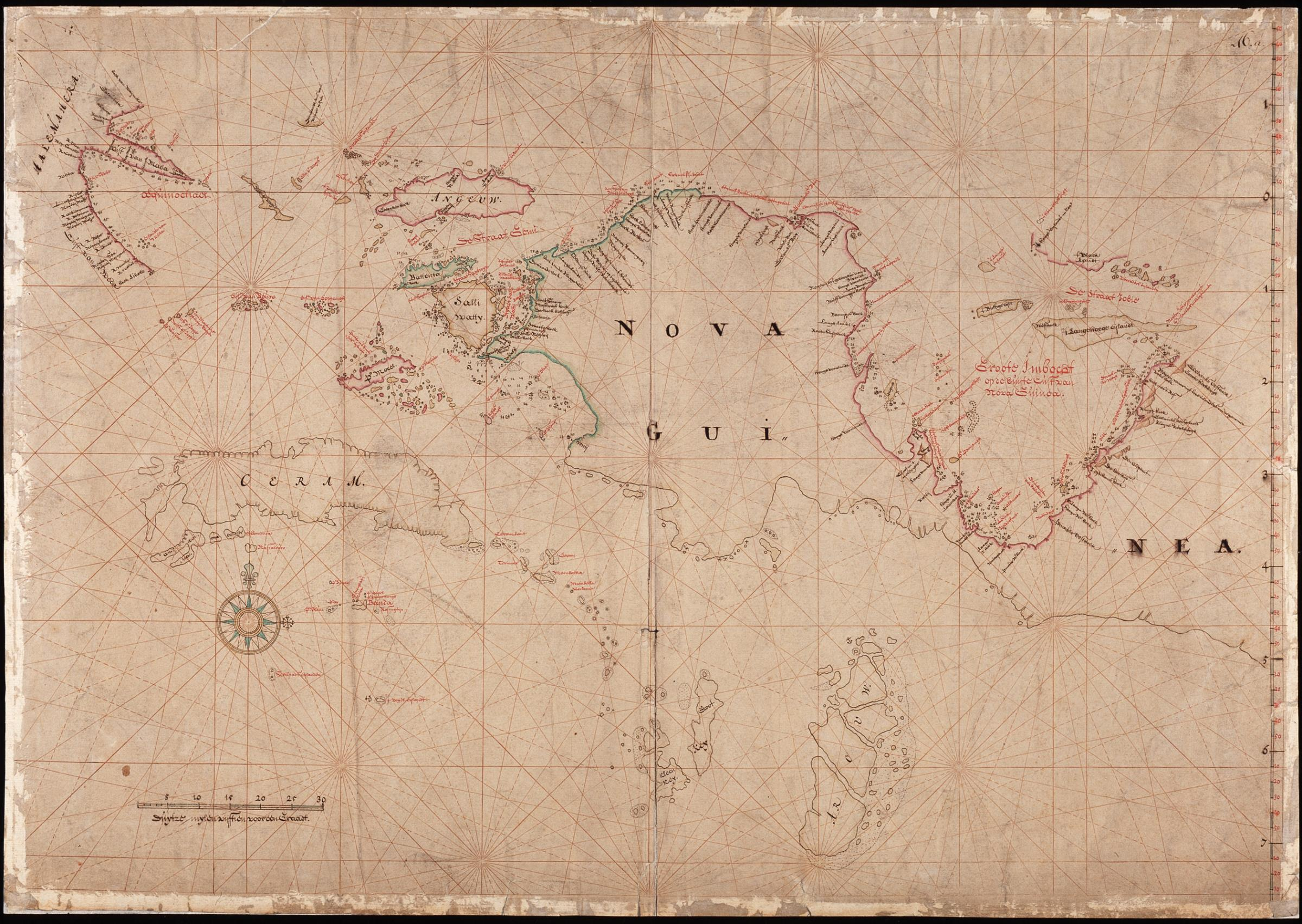
Kaart van Nieuw Guinea, gemaakt op basis van de expeditie van Weyland in 1705.

In januari 1705 kreeg Jacob Weyland van de VOC de opdracht om naar de noordkust van Nieuw-Guinea af te reizen tot aan de Schouteneilanden en zo mogelijk nog verder. Een van de belangrijkste opdrachten was te onderzoeken in hoeverre de Engelsman William Dampier die in de literatuur als piraat werd gekenmerkt, daar vaste voet aan de grond had gekregen, waar de Engelsen misschien wel aanspraak op zouden kunnen maken. Weyland moest in september van dat jaar weer terug zijn met medeneming van nauwkeurige kaarten, zo veel mogelijk informatie en "zoo mogelijk ook eenige vreemde Indianen". Tegelijkertijd vertrok een expeditie onder Maerten van Delft naar de noordkust van Nieuw-Holland (Australië).
In februari 1705 vertrok Weyland met het fregat "De Geelvink", de chaloupe "De Craenvogel" en de pantjalang "Nova Guinea" richting de "Gebroken Hoek". Wat met dit laatste wordt bedoeld is onduidelijk, maar waarschijnlijk werd hiermee een plaats in het westen van Nieuw-Guinea aangeduid. Hier ontdekte men dat de plaatselijke bevolking de sultan van Tidore als vorst erkende en tribuut betaalde aan deze.
Op 28 april 1705 bereikte de vloot het eiland Japen dat op de kaart als het Hooge Lange Eylandt werd aangeduid. Tot dan toe was de heersende gedachte dat Japen geen eiland was maar deel van het vasteland van Nieuw-Guinea. Men had de Schouteneilanden gemist, waarschijnlijk omdat deze relatief laag en vlak zijn. Op het eiland Japen ondervond men vijandelijkheden met de bewoners van het dorp Yobi. In latere literatuur werd naar het eiland Japen verwezen met de namen Hiobie of Jobi. Blijkbaar had men ook contact met de bewoners van de Padaido-eilanden die men als verraderlijk kwalificeerde waardoor later deze eilanden op de kaart de weinig flatteuze naam Verraderseilanden kregen toegemeten.
Op 5 juni 1705 bereikte men Geelvinkbaai's Oosthoek alwaar men niet meer verder kon zeilen vanwege de ongunstige natuurlijke omstandigheden. Hier buigt de kustlijn naar het zuiden en mat men een verminderd zoutgehalte. Het is mogelijk dat Weyland de oostkaap van het eiland Kurudu had bereikt alwaar de zee zeer ondiep is en waar vele rivieren in zee uitmonden. Op de kaart van Weyland werd hier de "Grote Kerkberg" ingetekend; waarschijnlijk de berg "Kamusopedai" die door de lokale bevolking als prominent richtpunt werd en wordt gebruikt. Weyland zeilde daarna weer terug langs de zuidkant van het eiland Japen. Men kwam een eiland tegen dat Dwars in den Wegh werd genoemd, mogelijk is dit het huidige eiland Nau.

## Cartografische fouten
Het scheepsjournaal van Weyland is door de VOC verborgen gehouden en daarna zoekgeraakt, zijn kaart is later gebruikt door de cartograaf Nicolaas Struijck in 1753 om een kaart te tekenen. Hierbij zijn een aantal cruciale fouten gemaakt die tot op de dag van vandaag nog steeds op verscheidene kaarten en in atlassen zijn terechtgekomen en nog steeds niet gecorrigeerd zijn. Zo vinden we ter hoogte van de stad Wewak voor de kust van Papoea-Nieuw-Guinea een aantal eilanden genaamd Schouteneilanden in de Times World Atlas en die liggen zo'n 950 kilometer uit de koers. Deze fout is terug te voeren op onder andere de kaart die de Engelsman Forrest tekende toen hij met de kaart van Struijck op weg ging en hopeloos verdwaalde, waarna hij de VOC er openlijk van beschuldigde dat deze valse kaarten in omloop bracht om de Engelsen op een dwaalspoor te brengen. Op de kaarten van Struijck en Forrest hebben zich latere cartografen zoals D'Entrecasteaux en Dalrymple gebaseerd.